# Montcourt
Pour l’article ayant un titre homophone, voir Moncourt (homonymie).
Montcourt est une commune française située dans le département de la Haute-Saône, la région culturelle et historique de Franche-Comté et la région administrative Bourgogne-Franche-Comté.

### Localisation

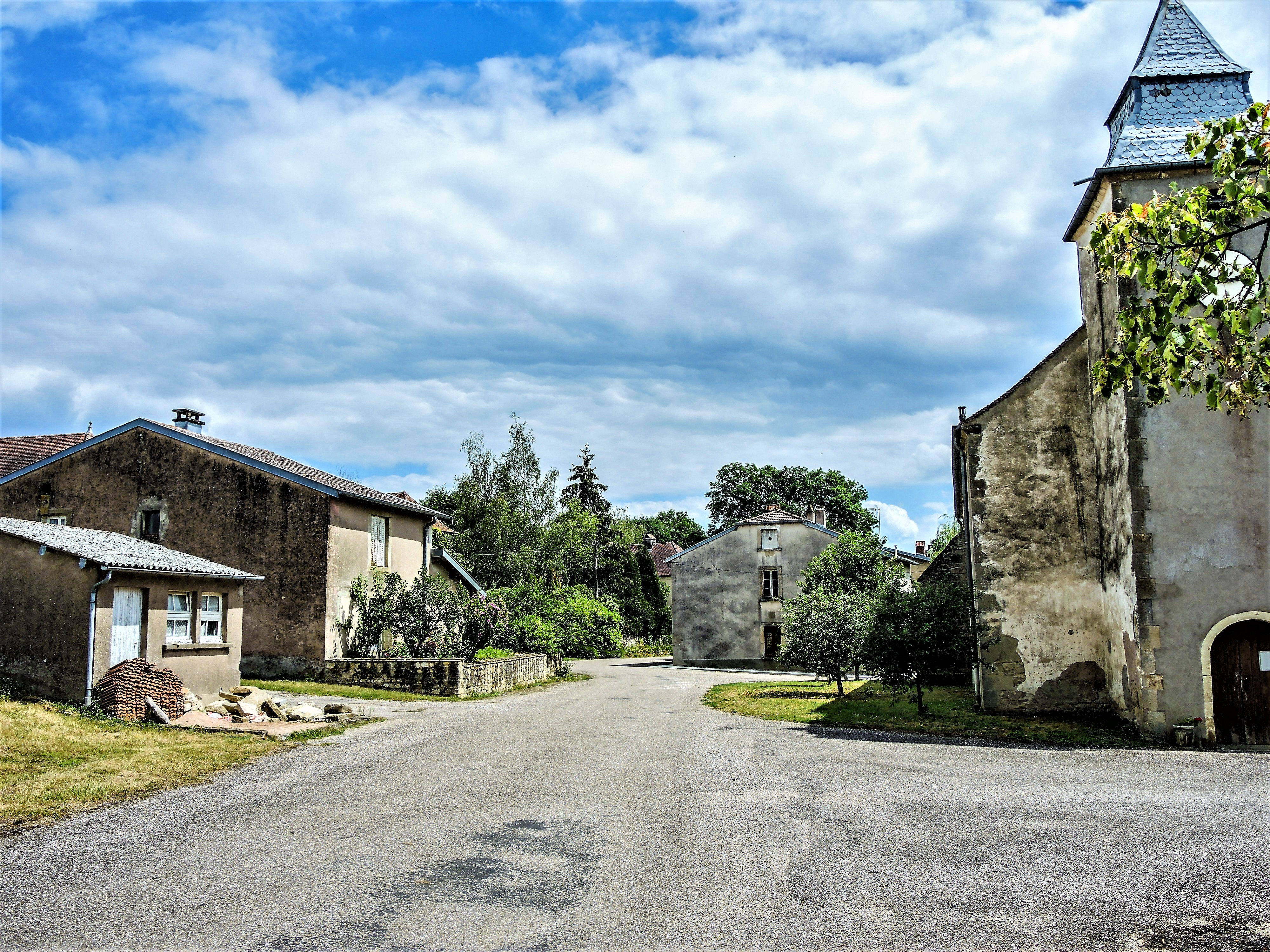
La place de l'église.

## Géographie

### Géologie et relief
La superficie de la commune est de 4,92 km2 ; son altitude varie de 224  à   310 mètres.

### Hydrographie

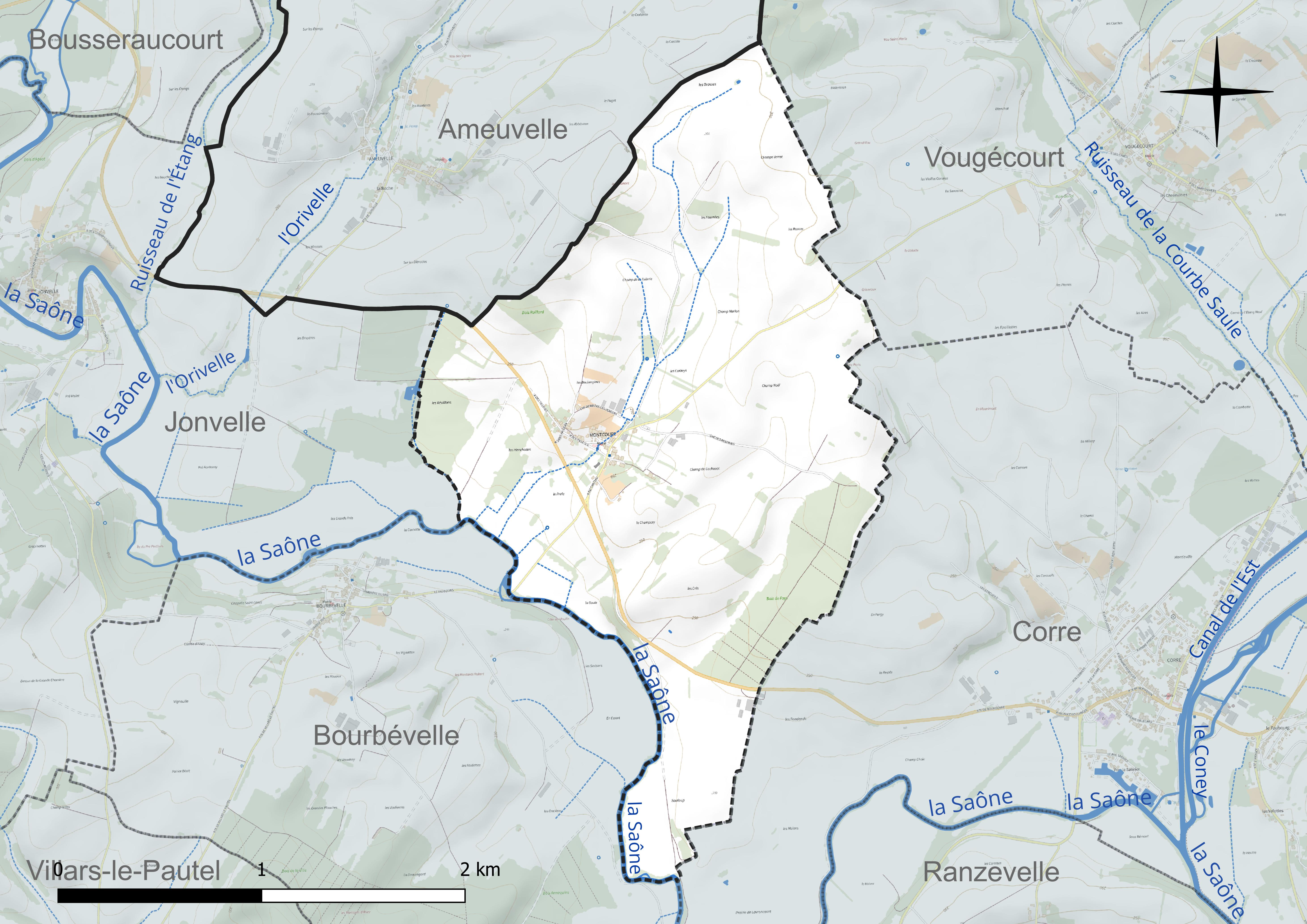
Carte hydrographique de la commune.

Le territoire communal est limité au sud-ouest par le lit de la Saône, l'un des principaux affluents du fleuve Rhône.

### Climat
Pour des articles plus généraux, voir Climat de la Bourgogne-Franche-Comté et Climat de la Haute-Saône.
En 2010, le climat de la commune est de type climat des marges montargnardes, selon une étude du Centre national de la recherche scientifique s'appuyant sur une série de données couvrant la période 1971-2000. En 2020, Météo-France publie une typologie des climats de la France métropolitaine dans laquelle la commune est dans une zone de transition entre le climat océanique altéré et le climat océanique altéré et est dans la région climatique Lorraine, plateau de Langres, Morvan, caractérisée par un hiver rude (1,5 °C), des vents modérés et des brouillards fréquents en automne et hiver.
Pour la période 1971-2000, la température annuelle moyenne est de 10 °C, avec une amplitude thermique annuelle de 17,1 °C. Le cumul annuel moyen de précipitations est de 969 mm, avec 13,2 jours de précipitations en janvier et 9,5 jours en juillet. Pour la période 1991-2020, la température moyenne annuelle observée sur la station météorologique de Météo-France la plus proche, « Venisey », sur la commune de Venisey à 11 km à vol d'oiseau, est de 11,0 °C et le cumul annuel moyen de précipitations est de 850,7 mm. 
La température maximale relevée sur cette station est de 39,7 °C, atteinte le 25 juillet 2019 ; la température minimale est de −17,4 °C, atteinte le 30 décembre 2005,,.
Les paramètres climatiques de la commune ont été estimés pour le milieu du siècle (2041-2070) selon différents scénarios d'émission de gaz à effet de serre à partir des nouvelles projections climatiques de référence DRIAS-2020. Ils sont consultables sur un site dédié publié par Météo-France en novembre 2022.

## Urbanisme

### Typologie
Au 1er janvier 2024, Montcourt est catégorisée commune rurale à habitat très dispersé, selon la nouvelle grille communale de densité à sept niveaux définie par l'Insee en 2022.
Elle est située hors unité urbaine et hors attraction des villes,.

### Occupation des sols

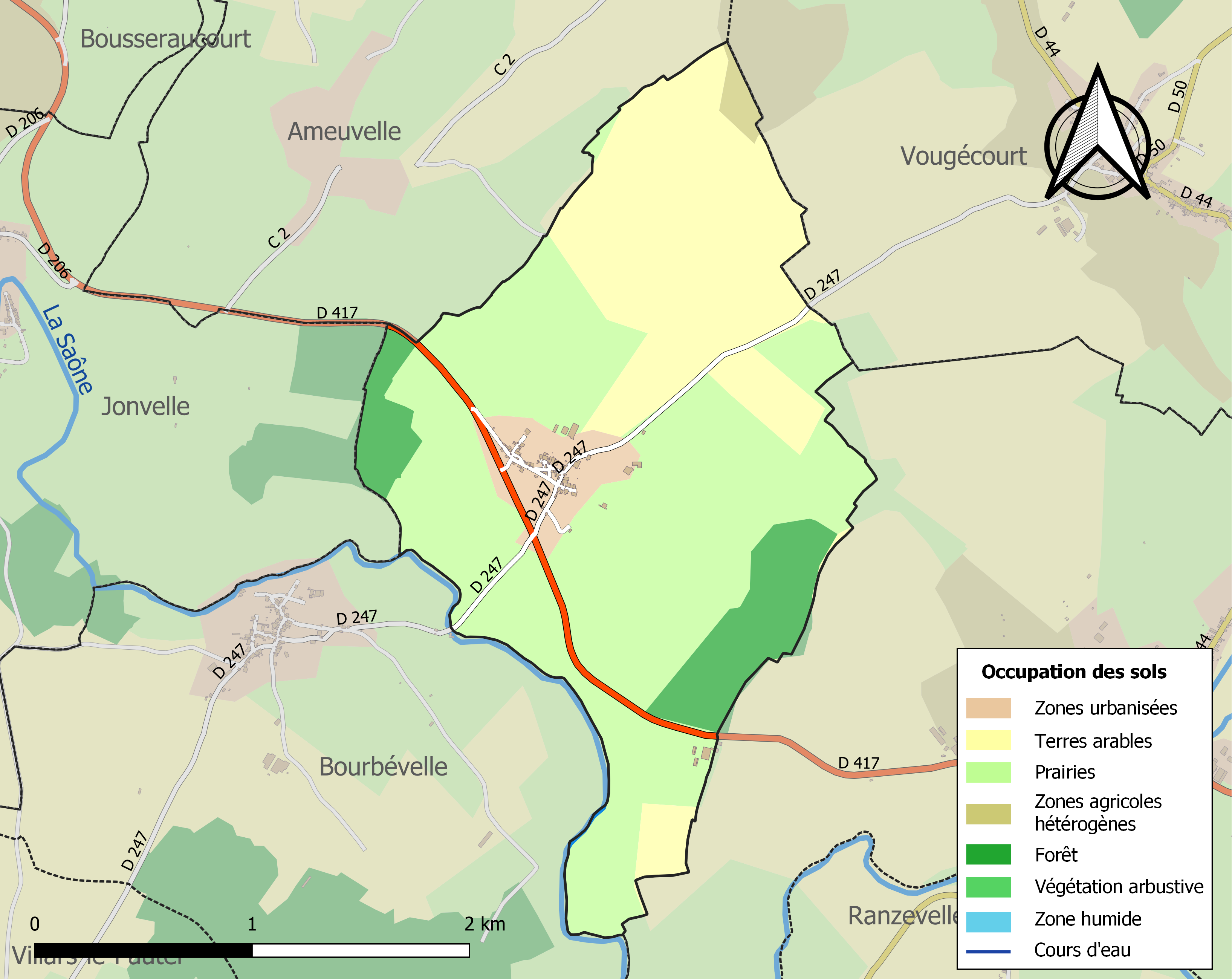
Carte des infrastructures et de l'occupation des sols de la commune en 2018 (CLC).

L'occupation des sols de la commune, telle qu'elle ressort de la base de données européenne d’occupation biophysique des sols Corine Land Cover (CLC), est marquée par l'importance des territoires agricoles (85 % en 2018), une proportion identique à celle de 1990 (85 %). La répartition détaillée en 2018 est la suivante : 
prairies (55,7 %), terres arables (28,4 %), forêts (9,7 %), zones urbanisées (5,4 %), zones agricoles hétérogènes (0,8 %). L'évolution de l’occupation des sols de la commune et de ses infrastructures peut être observée sur les différentes représentations cartographiques du territoire : la carte de Cassini (XVIIIe siècle), la carte d'état-major (1820-1866) et les cartes ou photos aériennes de l'IGN pour la période actuelle (1950 à aujourd'hui).

### Habitat et logement
En 2020, le nombre total de logements dans la commune était de 41, alors qu'il était de 40 en 2015 et de 43 en 2010.
Parmi ces logements, 60,4 % étaient des résidences principales, 39,6 % des résidences secondaires et 0 % des logements vacants. Ces logements étaient pour 97,4 % d'entre eux des maisons individuelles et pour 0 % des appartements.
Le tableau ci-dessous présente la typologie des logements à Montcourt en 2020 en comparaison avec celle de la Haute-Saône et de la France entière. Une caractéristique marquante du parc de logements est ainsi une proportion de résidences secondaires et logements occasionnels (39,6 %) supérieure à celle du département (6,2 %) et à celle de la France entière (9,7 %).
| Typologie                                               | Montcourt | Haute-Saône | France entière |
| ------------------------------------------------------- | --------- | ----------- | -------------- |
| Résidences principales (en %)                           | 60,4      | 83          | 82,1           |
| Résidences secondaires et logements occasionnels (en %) | 39,6      | 6,2         | 9,7            |
| Logements vacants (en %)                                | 0         | 10,7        | 8,2            |

## Histoire
- Avant 1792, Montcourt dépendait de la paroisse de Corre.
- 1790 : canton de Corre.
- An X : canton de Jussey.

## Politique et administration

### Rattachements administratifs et électoraux

#### Rattachements administratifs
La commune fait partie de l'arrondissement de Vesoul du département de la Haute-Saône, en région Bourgogne-Franche-Comté.
Elle faisait partie depuis 1801 du canton de Jussey. Dans le cadre du redécoupage cantonal de 2014 en France, cette circonscription administrative territoriale a disparu, et le canton n'est plus qu'une circonscription électorale.

#### Rattachements électoraux
Pour les élections départementales, la commune fait partie depuis 2014 d'un nouveau canton de Jussey, porté de 22 à 65 communes.
Pour l'élection des députés, elle fait partie de la première circonscription de la Haute-Saône.

### Intercommunalité
Montcourt était membre de la communauté de communes Saône et Coney, créée au 1er janvier 2003.
Dans le cadre de la mise en œuvre du schéma départemental de coopération intercommunale approuvé en décembre 2011 par le préfet de Haute-Saône et qui prévoit notamment la fusion de cette intercommunalité, de la Communauté de communes des belles sources et de la Communauté de communes du val de Semouse, Montcourt s'est retirée de Saône et Coney pour intégrer, le 1er janvier 2014, la communauté de communes des Hauts du val de Saône.

### Liste des maires
| Période                                  | Période                        | Identité                   | Étiquette | Qualité                                                |
| ---------------------------------------- | ------------------------------ | -------------------------- | --------- | ------------------------------------------------------ |
| Les données manquantes sont à compléter. |                                |                            |           |                                                        |
| 1983                                     | 1989                           | Pierrette Hennemand-Galand |           | Économe de collège                                     |
|                                          |                                |                            |           |                                                        |
| avant mars 2001                          | mars 2008                      | Claude Laurent             | DVD       |                                                        |
| mars 2008                                | 2014                           | Laurence Leyour            |           |                                                        |
| 2014,                                    | juillet 2023                   | Antoine Simonin            |           |                                                        |
| juillet 20233                            | En cours (au 30 novembre 2023) | Marie-Claude Mougin        |           | Ancienne artisanne, commerçante ou cheffe d'entreprise |

## Population et société

### Démographie
L'évolution du nombre d'habitants est connue à travers les recensements de la population effectués dans la commune depuis 1793. Pour les communes de moins de 10 000 habitants, une enquête de recensement portant sur toute la population est réalisée tous les cinq ans, les populations de référence des années intermédiaires étant quant à elles estimées par interpolation ou extrapolation. Pour la commune, le premier recensement exhaustif entrant dans le cadre du nouveau dispositif a été réalisé en 2006.

En 2022, la commune comptait 52 habitants, en évolution de −5,45 % par rapport à 2016 (Haute-Saône : −1,4 %, France hors Mayotte : +2,11 %).
| 1793 | 1800 | 1806 | 1821 | 1831 | 1836 | 1841 | 1846 | 1851 |
| ---- | ---- | ---- | ---- | ---- | ---- | ---- | ---- | ---- |
| 196  | 191  | 197  | 193  | 245  | 217  | 218  | 221  | 225  |

| 1856 | 1861 | 1866 | 1872 | 1876 | 1881 | 1886 | 1891 | 1896 |
| ---- | ---- | ---- | ---- | ---- | ---- | ---- | ---- | ---- |
| 190  | 211  | 193  | 218  | 180  | 180  | 172  | 165  | 158  |

| 1901 | 1906 | 1911 | 1921 | 1926 | 1931 | 1936 | 1946 | 1954 |
| ---- | ---- | ---- | ---- | ---- | ---- | ---- | ---- | ---- |
| 143  | 143  | 143  | 114  | 128  | 120  | 122  | 96   | 95   |

| 1962 | 1968 | 1975 | 1982 | 1990 | 1999 | 2006 | 2011 | 2016 |
| ---- | ---- | ---- | ---- | ---- | ---- | ---- | ---- | ---- |
| 84   | 75   | 59   | 75   | 86   | 75   | 74   | 64   | 55   |

| 2021 | 2022 | - | - | - | - | - | - | - |
| ---- | ---- | - | - | - | - | - | - | - |
| 53   | 52   | - | - | - | - | - | - | - |

### Cultes
Pour le culte catholique, les fidèles sont rattachés à la paroisse Passavant Corre Jonvelle.

## Culture locale et patrimoine

### Lieux et monuments
- Château de Montcourt.
- Église de la Nativité Notre Dame, du XVIe siècle, dotée d'un clocher carré à toit bulbeux. Son retable en bois sculpté date du XVIIIe siècle[24].

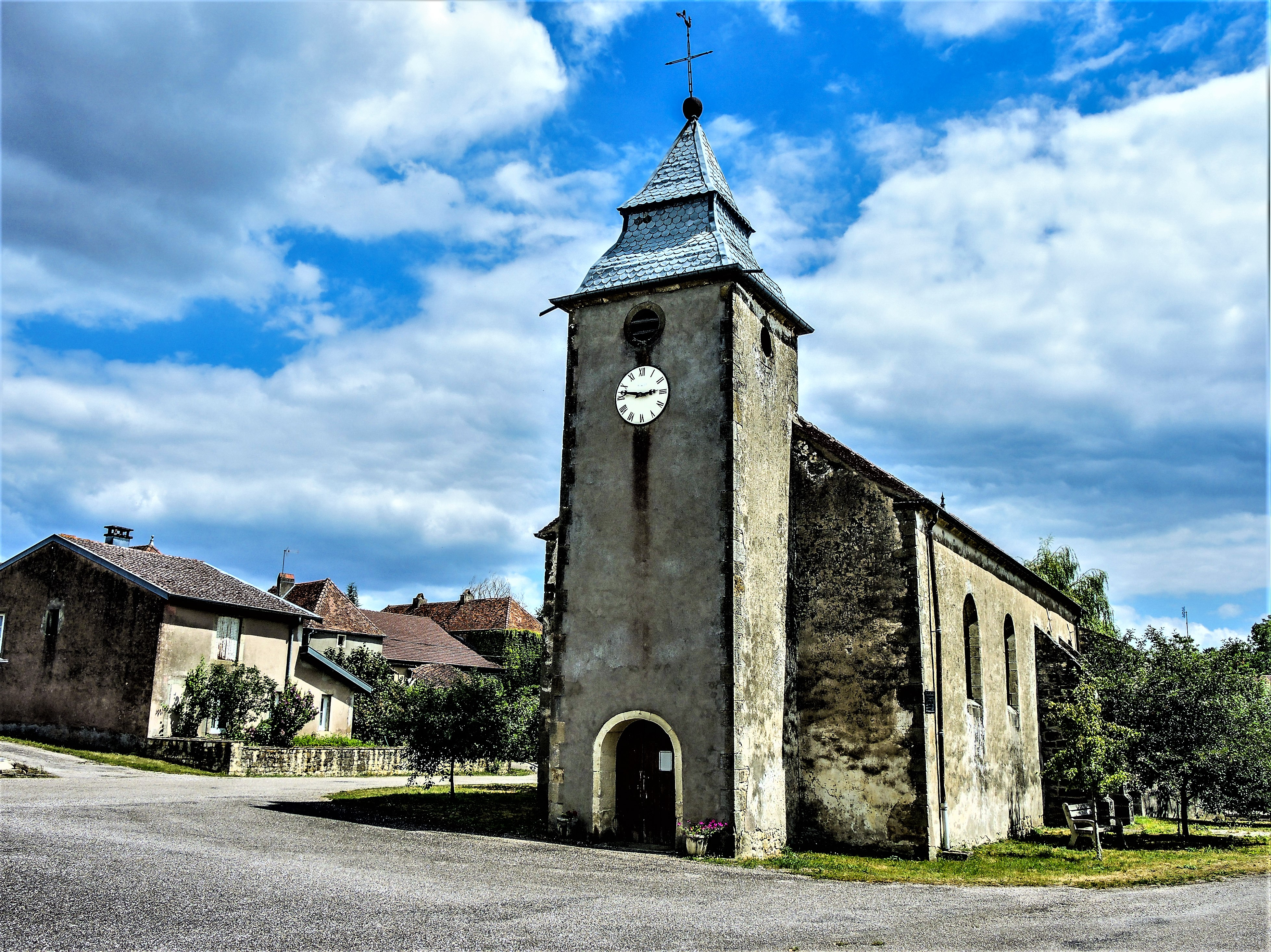
L'église.
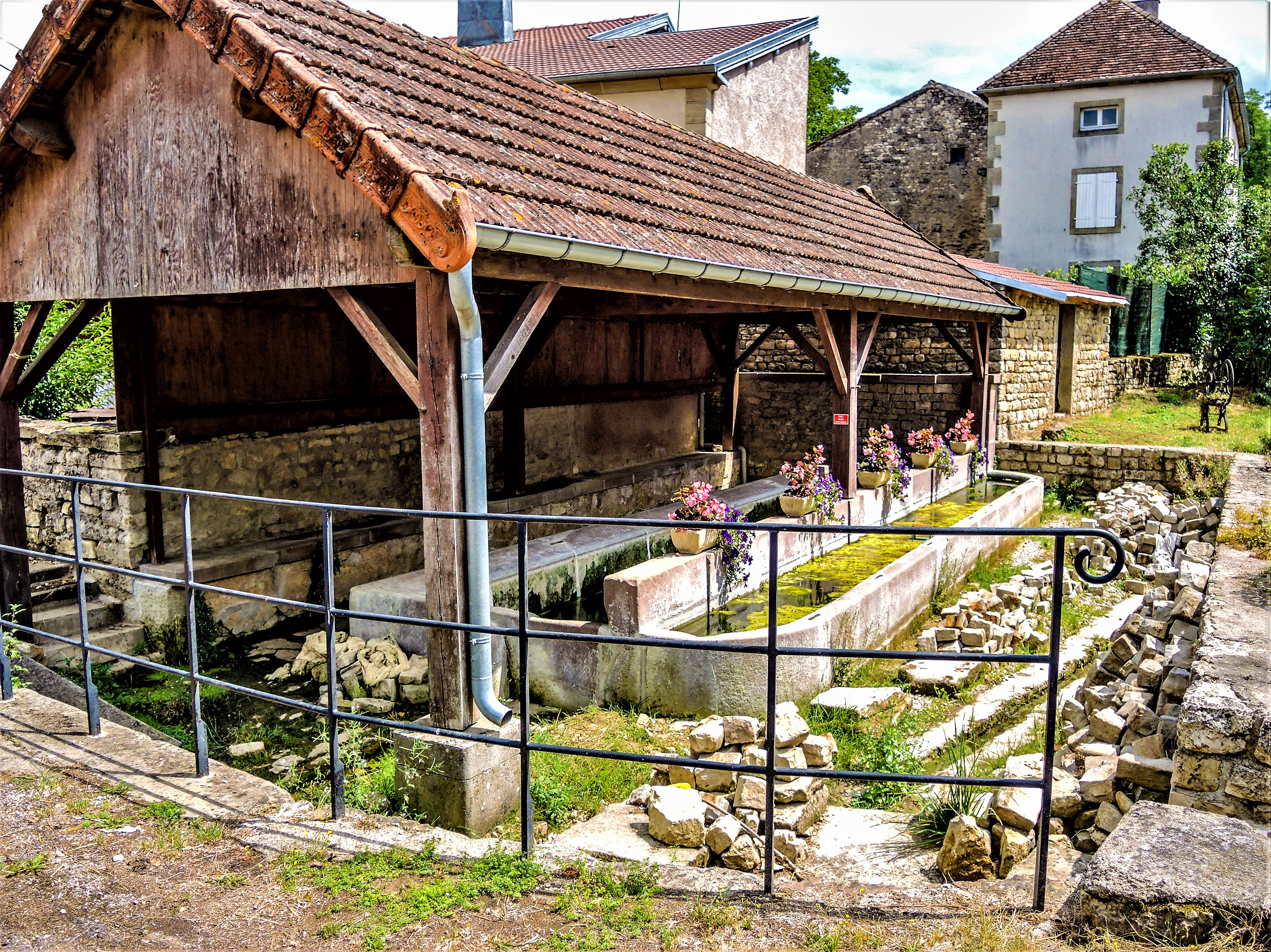
La grande fontaine-lavoir.
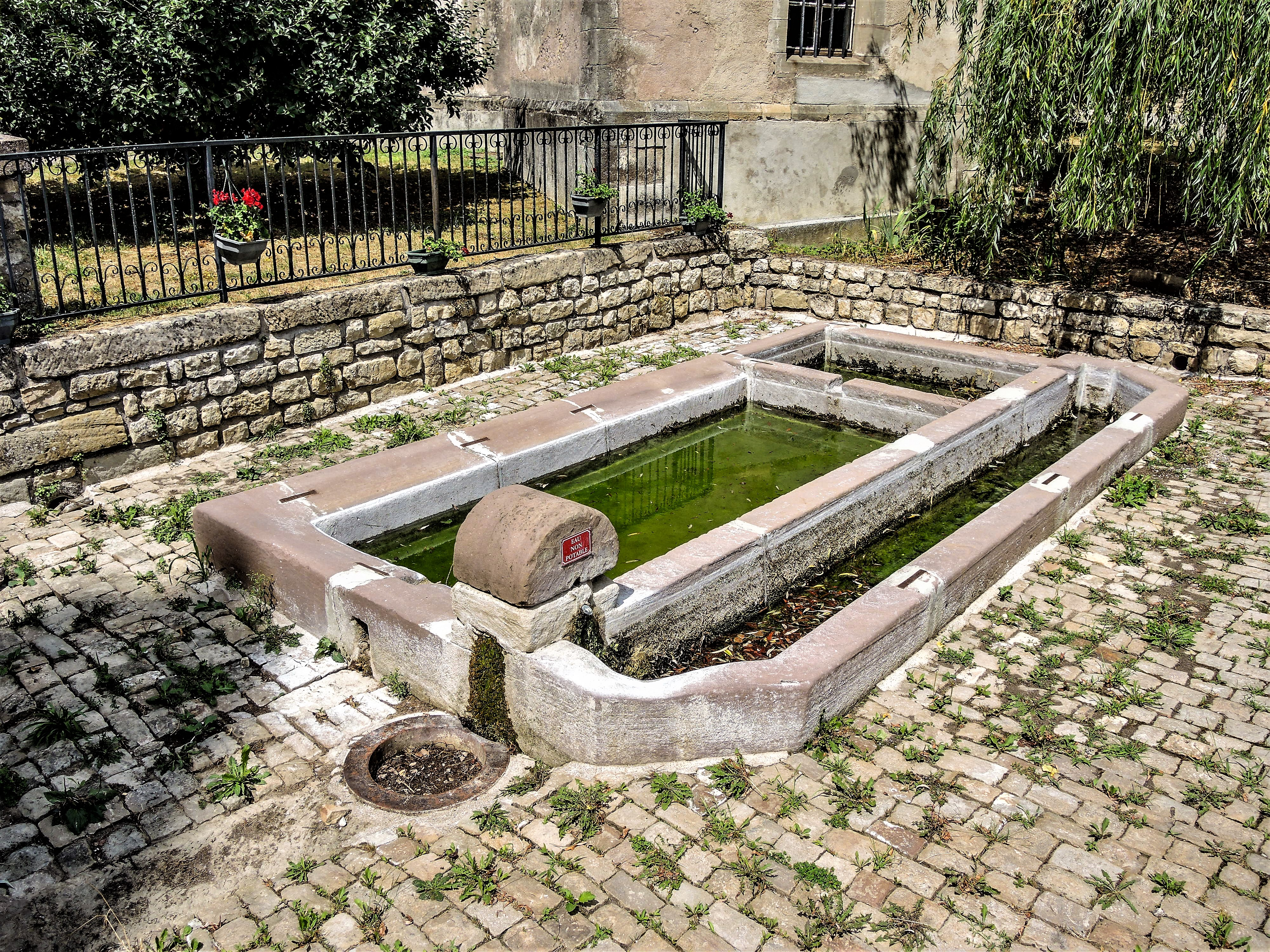
La fontaine-lavoir de l'église.

## Pour approfondir